# Castellers de Vilafranca
Els Castellers de Vilafranca són una colla castellera de Vilafranca del Penedès, fundada l'any 1948. La seva formació va néixer com a resultat de l'arrelament i tradició del fet casteller a la localitat, amb els seus orígens remuntat-se als temps del Ball de Valencians al segle xviii, que s'ha considerat el precursor dels castells actuals. Amb 13 victòries al Concurs de Castells de Tarragona, els Castellers de Vilafranca són considerats una de les colles castelleres més destacades.
La colla està formada per centenars de castellers i castelleres de diverses edats, classes socials, orientacions polítiques i creences religioses. Compten amb el suport de més de cinc-cents socis, i la col·laboració de diverses institucions públiques i privades. A més de les actuacions castelleres que realitzen al llarg de la temporada, també organitzen activitats socials de tota mena. La seva seu social és Cal Figarot, Casa Via Raventós, un edifici adquirit l'any 1983.
Els Castellers de Vilafranca són una entitat de gran importància i projecció a Vilafranca del Penedès i han representat el país i la cultura catalana en nombroses ocasions i a diversos països d'arreu del món. El reconeixement a la llarga trajectòria de la colla castellera ha estat plasmat amb distincions com la Medalla de la Vila, atorgada per l'Ajuntament de Vilafranca del Penedès, i la Creu de Sant Jordi concedida per la Generalitat de Catalunya el 1993.

## Història

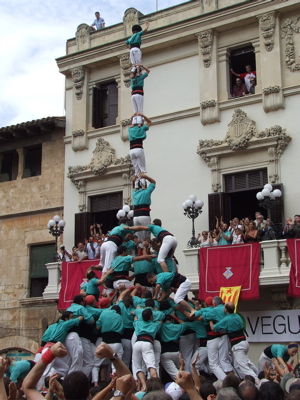
4 de 9 amb folre i l'agulla a la diada de Sant Fèlix del 2007

La colla Castellers de Vilafranca es va fundar el mes de setembre de 1948, de la mà d'Oriol Rossell, qui en va ser el primer cap de colla. La primera actuació va ser a Sant Cugat Sesgarrigues, amb castells de sis. Els inicis van estar marcats per la consecució dels primers castells de set i per les estretes relacions amb colles com els Nens del Vendrell, amb qui compartien canalla, i la Colla Vella dels Xiquets de Valls. Durant aquests anys, els caps de colla van ser l'Oriol Rossell (1948-1952) i el Ramon Sala (1953-1955). El color de la camisa va ser el rosat, i posteriorment el vermell, fins al 1957 en que adoptaren el verd.
El 1956 la colla va restar gairebé inactiva a causa de desavinences internes. El 1957 es va reorganitzar i va adoptar l'actual color de la camisa. Del 1957 al 1968 van aconseguir castells de set, destacant-ne el 5 de 7, carregat per primer cop el 30 d'agost de 1965 i descarregat el 26 de setembre del mateix any al II Gran Trofeu Jorba-Preciados. A partir del 1969 i fins al 1974, la colla va fer un salt qualitatiu molt important i va aconseguir la torre de 7 i els primers castells de vuit: el 4 de 8, el 3 de 8, el pilar de 6 i la torre de 8 amb folre. El 1972 va guanyar el concurs de castells de Tarragona. Durant aquests anys els caps de colla van ser el Josep Pedrol (1957-1960), el Carles Domènech (1961-1962), el Joan Bolet (1963), el Gabi Martínez (1964-1969), el Lluís Giménez (1970-1973) i el Gabi Martínez, una altra vegada (1974).
El 1975 la colla va fer un canvi important en l'estructura interna: va passar d'una direcció quasi exclusiva del cap de colla a regir-se per un equip tècnic col·legiat. El 1981 es va decidir que els castellers no cobrarien individualment (i simbòlicament), cosa que va provocar una escissió. Entre els anys 1975 i 1982, la colla va mantenir els castells de vuit, tot i que amb penes i treballs. Els anys 1983 i 1984 van ser uns anys de recuperació i consolidació dels castells de vuit bàsics, però el tomb definitiu es va produir el 1985 quan es va descarregar el primer 5 de 8. Així es va obrir el camí cap als castells de nou folrats. El 1987 la colla va carregar els primers 3 de 9 amb folre i 4 de 9 amb folre, el 1989 va descarregar el tres per primera vegada i el 1990, el quatre. Del 1975 al 1994 el cap de colla va ser el Carles Domènech.
Els Castellers de Vilafranca també han estat els primers a descarregar (Vilafranca, diada de Tots Sants del 2010) una construcció catalogada tradicionalment com a impossible, la torre de 8 sense folre. A més, han aconseguit carregar la torre de 9 amb folre i el pilar de 9 amb folre, manilles i puntals (Tots Sants 2022). Al llarg dels darrers anys la colla ha incorporat al seu repertori la totalitat de les estructures més ambicioses del món casteller, com el 4 de 10 amb folre i manilles o el 4 de 9 sense folre. Els castellers també són actius en la recent i inevitable dinàmica de creació de noves construccions, de la que en podríem destacar el colossal 7 de 9 amb folre.

## Castells
La taula següent mostra la data, la diada i la plaça en què per, primera vegada, s'han carregat i descarregat, cadascuna de les construccions que la colla ha assolit a plaça. Un asterisc (*) indica que fou la primera colla a carregar el castell a partir del segle xx; dos (**), que fou la primera a descarregar-lo i tres (***), que fou la primera en carregar-lo i descarregar-lo.
| Castell                                   | Carregat               | Carregat                                       | Carregat                                        | Descarregat            | Descarregat                                    | Descarregat                                     | Ref.          |
| Castell                                   | Data                   | Diada                                          | Plaça                                           | Data                   | Diada                                          | Plaça                                           | Ref.          |
| ----------------------------------------- | ---------------------- | ---------------------------------------------- | ----------------------------------------------- | ---------------------- | ---------------------------------------------- | ----------------------------------------------- | ------------- |
| 9 de 9 amb folre*                         | 1 de novembre de 2023  | Diada de Tots Sants                            | Plaça de la Vila, Vilafranca del Penedès        | No descarregat         | No descarregat                                 | No descarregat                                  | [ 10 ]        |
| Pilar de 9 amb folre, manilles i puntals* | 1 de novembre de 2022  | Diada de Tots Sants                            | Plaça de la Vila, Vilafranca del Penedès        | No descarregat         | No descarregat                                 | No descarregat                                  | [ 11 ]        |
| Torre de 9 amb folre*                     | 30 d'agost de 2005     | Diada de Sant Fèlix                            | Plaça de la Vila, Vilafranca del Penedès        | No descarregat         | No descarregat                                 | No descarregat                                  |               |
| 4 de 10 amb folre i manilles              | 30 d'agost de 2016     | Diada de Sant Fèlix                            | Plaça de la Vila, Vilafranca del Penedès        | 2 d'octubre de 2016    | XXVI Concurs de castells de Tarragona          | Tarraco Arena Plaça, Tarragona                  | [ 12 ]        |
| 3 de 10 amb folre i manilles*             | 15 de novembre de 1998 | Diada del 3de10fm                              | Plaça de la Vila, Vilafranca del Penedès        | 30 d'agost de 2013     | Diada de Sant Fèlix                            | Plaça de la Vila, Vilafranca del Penedès        | [ 13 ] [ 14 ] |
| Torre de 8 sense folre***                 | 1 de novembre de 1999  | Diada de Tots Sants                            | Plaça de la Vila, Vilafranca del Penedès        | 1 de novembre de 2010  | Diada de Tots Sants                            | Plaça de la Vila, Vilafranca del Penedès        | [ 15 ] [ 16 ] |
| 4 de 9 sense folre                        | 1 de novembre de 2002  | Diada de Tots Sants                            | Plaça de la Vila, Vilafranca del Penedès        | 7 d'octubre de 2012    | XXIV Concurs de castells de Tarragona          | Tarraco Arena Plaça, Tarragona                  |               |
| 3 de 9 amb folre i l'agulla**             | 31 d'agost de 2009     | Diada de Sant Ramon                            | Plaça de la Vila, Vilafranca del Penedès        | 31 d'agost de 2009     | Diada de Sant Ramon                            | Plaça de la Vila, Vilafranca del Penedès        | [ 17 ] [ 18 ] |
| 4 de 9 amb folre i l'agulla***            | 1 de novembre de 1995  | Diada de Tots Sants                            | Plaça de la Vila, Vilafranca del Penedès        | 1 de novembre de 1996  | Diada de Tots Sants                            | Plaça de la Vila, Vilafranca del Penedès        | [ 19 ] [ 20 ] |
| 5 de 9 amb folre                          | 30 d'agost de 1997     | Diada de Sant Fèlix                            | Plaça de la Vila, Vilafranca del Penedès        | 1 de novembre de 1997  | Diada de Tots Sants                            | Plaça de la Vila, Vilafranca del Penedès        |               |
| 7 de 9 amb folre***                       | 1 de novembre de 2012  | Diada de Tots Sants                            | Plaça de la Vila, Vilafranca del Penedès        | 1 de novembre de 2012  | Diada de Tots Sants                            | Plaça de la Vila, Vilafranca del Penedès        | [ 21 ]        |
| Pilar de 8 amb folre i manilles***        | 31 d'agost de 1995     | Diada de Sant Ramon                            | Plaça de la Vila, Vilafranca del Penedès        | 28 de setembre de 1997 | Diada de Sant Miquel                           | Plaça de la Vila, Vilafranca del Penedès        | [ 22 ]        |
| Torre de 9 amb folre i manilles           | 30 d'agost de 1995     | Diada de Sant Fèlix                            | Plaça de la Vila, Vilafranca del Penedès        | 30 d'agost de 1995     | Diada de Sant Fèlix                            | Plaça de la Vila, Vilafranca del Penedès        |               |
| 3 de 8 aixecat per sota                   | 15 d'agost de 2016     | Festa Major de la Bisbal del Penedès           | Carrer del Doctor Robert, la Bisbal del Penedès | 15 d'agost de 2016     | Festa Major de la Bisbal del Penedès           | Carrer del Doctor Robert, la Bisbal del Penedès |               |
| 9 de 8                                    | 21 de juliol de 2013   | Diada de les Santes                            | Plaça de Santa Anna, Mataró                     | 21 de juliol de 2013   | Diada de les Santes                            | Plaça de Santa Anna, Mataró                     |               |
| 3 de 9 amb folre                          | 31 d'agost de 1987     | Diada de Sant Ramon                            | Plaça de la Vila, Vilafranca del Penedès        | 30 d'agost de 1989     | Diada de Sant Fèlix                            | Plaça de la Vila, Vilafranca del Penedès        |               |
| 4 de 9 amb folre                          | 1 de novembre de 1987  | Diada de Tots Sants                            | Plaça de la Vila, Vilafranca del Penedès        | 1 de novembre de 1990  | Diada de Tots Sants                            | Plaça de la Vila, Vilafranca del Penedès        | [ 23 ]        |
| 5 de 8 amb l'agulla***                    | 3 d'octubre de 2009    | Diada del Mercadal                             | Plaça del Mercadal, Reus                        | 3 d'octubre de 2009    | Diada del Mercadal                             | Plaça del Mercadal, Reus                        | [ 24 ] [ 25 ] |
| 7 de 8 amb l'agulla***                    | 12 de juliol de 2015   | Diada del Quadre de Santa Rosalia              | Plaça de la Vila, Torredembarra                 | 12 de juliol de 2015   | Diada del Quadre de Santa Rosalia              | Plaça de la Vila, Torredembarra                 |               |
| 3 de 8 amb l'agulla***                    | 29 d'octubre de 2006   | Diada de la Colla Jove de Castellers de Sitges | Plaça del Cap de la Vila, Sitges                | 29 d'octubre de 2006   | Diada de la Colla Jove de Castellers de Sitges | Plaça del Cap de la Vila, Sitges                |               |
| 4 de 8 amb l'agulla**                     | 8 d'octubre de 1995    | II Trobada de Colles del Penedès               | Camp de futbol, Gelida                          | 8 d'octubre de 1995    | II Trobada de Colles del Penedès               | Camp de futbol, Gelida                          |               |
| 5 de 8                                    | 30 d'agost de 1985     | Diada de Sant Fèlix                            | Plaça de la Vila, Vilafranca del Penedès        | 30 d'agost de 1985     | Diada de Sant Fèlix                            | Plaça de la Vila, Vilafranca del Penedès        |               |
| Pilar de 7 amb folre                      | 14 de maig de 1995     | Fires de Maig                                  | Plaça de la Vila, Vilafranca del Penedès        | 1 d'octubre de 1995    | Diada del Mercadal                             | Plaça del Mercadal, Reus                        |               |
| Torre de 8 amb folre                      | 12 d'octubre de 1973   | Concurs de castells de Mobles Quer             | Camp de futbol, Vilafranca del Penedès          | 17 de novembre de 1974 | Diada de la Colla                              | Plaça de la Vila, Vilafranca del Penedès        |               |
| 7 de 8                                    | 15 de maig de 2011     | Fires de Maig                                  | Plaça de la Vila, Vilafranca del Penedès        | 15 de maig de 2011     | Fires de Maig                                  | Plaça de la Vila, Vilafranca del Penedès        | [ 26 ]        |
| 3 de 8                                    | 1 d'octubre de 1972    | VII Concurs de castells de Tarragona           | Plaça de braus, Tarragona                       | 30 d'agost de 1974     | Diada de Sant Fèlix                            | Plaça de la Vila, Vilafranca del Penedès        |               |
| Pilar de 6                                | 19 de desembre de 1971 | Diada del Pilar de Sis                         | Plaça de la Vila, Vilafranca del Penedès        | 30 d'agost de 1972     | Diada de Sant Fèlix                            | Plaça de la Vila, Vilafranca del Penedès        | [ 27 ]        |
| 4 de 8                                    | 12 d'octubre de 1969   | Diada de la Colla                              | Plaça de la Vila, Vilafranca del Penedès        | 30 d'agost de 1972     | Diada de Sant Fèlix                            | Plaça de la Vila, Vilafranca del Penedès        |               |
| Torre de 7                                | 24 d'agost de 1969     | Festa Major d'Igualada                         | Igualada                                        | 24 d'agost de 1969     | Festa Major d'Igualada                         | Igualada                                        |               |
| 9 de 7***                                 | 11 de desembre de 1988 | Diada de la Colla "bis"                        | Plaça de Jaume I, Vilafranca del Penedès        | 11 de desembre de 1988 | Diada de la Colla "bis"                        | Plaça de Jaume I, Vilafranca del Penedès        | [ 28 ]        |
| 3 de 7 aixecat per sota                   | 25 de novembre de 1973 | Diada de la Colla                              | Plaça de la Vila, Vilafranca del Penedès        | 25 de novembre de 1973 | Diada de la Colla                              | Plaça de la Vila, Vilafranca del Penedès        |               |
| 5 de 7 amb l'agulla                       | 19 d'abril de 2008     | Inauguració placa del 3d8a                     | Plaça de Sant Jordi, La Bisbal del Penedès      | 19 d'abril de 2008     | Inauguració placa del 3d8a                     | Plaça de Sant Jordi, La Bisbal del Penedès      | [ 29 ]        |
| 7 de 7 amb l'agulla                       | 20 de juny de 2015     | Actuació a Caves Codorníu                      | Caves Codorniu, Sant Sadurní d'Anoia            | 20 de juny de 2015     | Actuació a Caves Codorníu                      | Caves Codorniu, Sant Sadurní d'Anoia            |               |
| 5 de 7                                    | 30 d'agost de 1965     | Diada de Sant Fèlix                            | Plaça de la Vila, Vilafranca del Penedès        | 26 de setembre de 1965 | II Gran Trofeu Jorba-Preciados                 | Avinguda del Portal de l'Àngel, Barcelona       | [ 6 ]         |
| 7 de 7                                    | 23 de maig de 2010     | Festa Major de Mollerussa                      | Carrer de Santa Joaquima de Vedruna, Mollerussa | 23 de maig de 2010     | Festa Major de Mollerussa                      | Carrer de Santa Joaquima de Vedruna, Mollerussa | [ 30 ] [ 31 ] |
| 4 de 7 amb l'agulla                       | 31 d'agost de 1953     | Diada de Sant Ramon                            | Plaça de la Vila, Vilafranca del Penedès        | 5 d'agost de 1954      | Festa Major de Vilanova i la Geltrú            | Plaça de la Vila, Vilanova i la Geltrú          |               |
| 3 de 7 amb l'agulla                       | 18 d'agost de 1996     | Viatge de la colla                             | Bree (Bèlgica)                                  | 18 d'agost de 1996     | Viatge de la colla                             | Bree (Bèlgica)                                  |               |
| 3 de 7                                    | 31 d'agost de 1949     | Diada de Sant Ramon                            | Plaça de la Vila, Vilafranca del Penedès        | 31 d'agost de 1949     | Diada de Sant Ramon                            | Plaça de la Vila, Vilafranca del Penedès        |               |
| 4 de 7                                    | 31 d'agost de 1949     | Diada de Sant Ramon                            | Plaça de la Vila, Vilafranca del Penedès        | 31 d'agost de 1949     | Diada de Sant Ramon                            | Plaça de la Vila, Vilafranca del Penedès        |               |
| Pilar de 5 aixecat per sota               | 31 d'agost de 1958     | Diada de Sant Ramon                            | Plaça de la Vila, Vilafranca del Penedès        | 31 d'agost de 1958     | Diada de Sant Ramon                            | Plaça de la Vila, Vilafranca del Penedès        |               |
| Pilar de 5                                | 14 de setembre de 1948 | Presentació                                    | Sant Cugat Sesgarrigues                         | 14 de setembre de 1948 | Presentació                                    | Sant Cugat Sesgarrigues                         |               |
| Torre de 6                                | 8 de juny de 1949      | Visita de Franco                               | Vilafranca del Penedès                          | 8 de juny de 1949      | Visita de Franco                               | Vilafranca del Penedès                          |               |
| 4 de 6 amb l'agulla                       | 6 de juny de 1949      | Diada de la Segona Pasqua                      | Sant Marçal (Castellet i la Gornal)             | 6 de juny de 1949      | Diada de la Segona Pasqua                      | Sant Marçal (Castellet i la Gornal)             |               |
| 5 de 6                                    | 23 de setembre de 1978 | Diada castellera                               | Sàsser, Itàlia                                  | 23 de setembre de 1978 | Diada castellera                               | Sàsser, Itàlia                                  | (?)           |
| 3 de 6 aixecat per sota                   | 24 de setembre de 1954 | Diada de La Mercè                              | Plaça de Sant Jaume, Barcelona                  | 24 de setembre de 1954 | Diada de La Mercè                              | Plaça de Sant Jaume, Barcelona                  | (?)           |
| Pilar de 4 aixecat per sota               | 14 de setembre de 1948 | Presentació                                    | Sant Cugat Sesgarrigues                         | 14 de setembre de 1948 | Presentació                                    | Sant Cugat Sesgarrigues                         |               |
| Pilar de 4                                | 14 de setembre de 1948 | Presentació                                    | Sant Cugat Sesgarrigues                         | 14 de setembre de 1948 | Presentació                                    | Sant Cugat Sesgarrigues                         |               |
| 3 de 6                                    | 14 de setembre de 1948 | Presentació                                    | Sant Cugat Sesgarrigues                         | 14 de setembre de 1948 | Presentació                                    | Sant Cugat Sesgarrigues                         |               |
| 4 de 6                                    | 14 de setembre de 1948 | Presentació                                    | Sant Cugat Sesgarrigues                         | 14 de setembre de 1948 | Presentació                                    | Sant Cugat Sesgarrigues                         |               |

Altres construccions menys habituals que han bastit els Castellers de Vilafranca al llarg de la seva història són les següents (ordenades cronològicament):
| Castell                                                   | Data                 | Diada                                          | Plaça                                      | Ref.   |
| --------------------------------------------------------- | -------------------- | ---------------------------------------------- | ------------------------------------------ | ------ |
| 6 de 7***                                                 | 15 de gener de 1997  | Diada de Sant Raimon                           | Plaça de la Vila, Vilafranca del Penedès   |        |
| 4 de 9 amb folre i 3 de 9 amb folre simultanis***         | 31 d'agost de 2001   | Diada de Sant Ramon                            | Plaça de la Vila, Vilafranca del Penedès   |        |
| Pilar de 6 i pilar de 6 (carregat) simultanis             | 31 d'agost de 2001   | Diada de Sant Ramon                            | Plaça de la Vila, Vilafranca del Penedès   |        |
| Pilar de 7 amb folre i torre de 8 amb folre simultanis*** | 31 d'agost de 2006   | Diada de Sant Ramon                            | Plaça de la Vila, Vilafranca del Penedès   |        |
| 6 de 7 amb l'agulla***                                    | 8 de juny de 2014    | Acte "Catalans want to vote"                   | Grand Place, Brussel·les (Bèlgica)         | [ 32 ] |
| 10 de 7***                                                | 19 d'abril de 2015   | Dia del Graller                                | Plaça de Sant Joan, Vilafranca del Penedès | [ 33 ] |
| 8 de 7***                                                 | 26 d'abril de 2015   | Fira de Primavera                              | Plaça de la Vila, Martorell                | [ 34 ] |
| Pilar de 6 i pilar de 6 simultanis                        | 30 de maig de 2015   | Diada de Sant Marçal                           | Barri de Sants, Barcelona                  | [ 35 ] |
| 10 de 8***                                                | 27 d'octubre de 2019 | Diada de la Colla Jove de Castellers de Sitges | Plaça del Cap de la Vila, Sitges           |        |

### Temporades
La taula següent mostra el nombre de castells descarregats (D) i carregats (C), excloent intents i intents desmuntats, assolits a cada temporada, des del 1987 (any del primer castell de nou de la colla), pels Castellers de Vilafranca. Els castells apareixen ordenats, a partir del 4 de 9 amb folre, segons el nivell de dificultat estipulat en la taula de puntuacions del concurs de castells de Tarragona del 2022.
Actualitzat a 31 de desembre de 2024
| Castell                                           | 4de9f | 4de9f | 3de9f | 3de9f | 9de8 | 9de8 | 10de8 | 10de8 | 3de8ps | 3de8ps | tde9fm | tde9fm | Pde8fm | Pde8fm | 7de9f | 7de9f | 5de9f | 5de9f | 4de9fa | 4de9fa | 3de9fa | 3de9fa | 4de9sf | 4de9sf | tde8sf | tde8sf | 3de10fm | 3de10fm | 4de10fm | 4de10fm | 9de9f | 9de9f | tde9sm | tde9sm | Pde9fmp | Pde9fmp |
| Temporada                                         | D     | C     | D     | C     | D    | C    | D     | C     | D      | C      | D      | C      | D      | C      | D     | C     | D     | C     | D      | C      | D      | C      | D      | C      | D      | C      | D       | C       | D       | C       | D     | C     | D      | C      | D       | C       |
| ------------------------------------------------- | ----- | ----- | ----- | ----- | ---- | ---- | ----- | ----- | ------ | ------ | ------ | ------ | ------ | ------ | ----- | ----- | ----- | ----- | ------ | ------ | ------ | ------ | ------ | ------ | ------ | ------ | ------- | ------- | ------- | ------- | ----- | ----- | ------ | ------ | ------- | ------- |
| 1987                                              |       | 1     |       | 1     |      |      |       |       |        |        |        |        |        |        |       |       |       |       |        |        |        |        |        |        |        |        |         |         |         |         |       |       |        |        |         |         |
| 1988                                              |       | 1     |       | 2     |      |      |       |       |        |        |        |        |        |        |       |       |       |       |        |        |        |        |        |        |        |        |         |         |         |         |       |       |        |        |         |         |
| 1989                                              |       |       | 1     |       |      |      |       |       |        |        |        |        |        |        |       |       |       |       |        |        |        |        |        |        |        |        |         |         |         |         |       |       |        |        |         |         |
| 1990                                              | 1     |       | 1     |       |      |      |       |       |        |        |        |        |        |        |       |       |       |       |        |        |        |        |        |        |        |        |         |         |         |         |       |       |        |        |         |         |
| 1991                                              | 1     |       |       | 1     |      |      |       |       |        |        |        |        |        |        |       |       |       |       |        |        |        |        |        |        |        |        |         |         |         |         |       |       |        |        |         |         |
| 1992                                              | 2     | 1     | 1     |       |      |      |       |       |        |        |        |        |        |        |       |       |       |       |        |        |        |        |        |        |        |        |         |         |         |         |       |       |        |        |         |         |
| 1993                                              | 1     |       | 1     | 2     |      |      |       |       |        |        |        |        |        |        |       |       |       |       |        |        |        |        |        |        |        |        |         |         |         |         |       |       |        |        |         |         |
| 1994                                              | 6     | 1     |       |       |      |      |       |       |        |        |        |        |        |        |       |       |       |       |        |        |        |        |        |        |        |        |         |         |         |         |       |       |        |        |         |         |
| 1995                                              | 7     |       | 1     | 2     |      |      |       |       |        |        | 1      |        |        | 2      |       |       |       |       |        | 1      |        |        |        |        |        |        |         |         |         |         |       |       |        |        |         |         |
| 1996                                              | 7     | 2     | 5     | 1     |      |      |       |       |        |        | 2      | 1      |        | 1      |       |       |       |       | 1      |        |        |        |        |        |        |        |         |         |         |         |       |       |        |        |         |         |
| 1997                                              | 2     |       | 4     |       |      |      |       |       |        |        | 2      |        | 1      | 2      |       |       | 1     | 1     | 1      |        |        |        |        |        |        |        |         |         |         |         |       |       |        |        |         |         |
| 1998                                              | 5     | 1     | 4     |       |      |      |       |       |        |        | 2      |        |        | 2      |       |       |       | 1     | 2      |        |        |        |        |        |        |        |         | 1       |         |         |       |       |        |        |         |         |
| 1999                                              | 3     | 2     | 9     | 1     |      |      |       |       |        |        | 6      |        | 5      | 1      |       |       |       |       | 1      |        |        |        |        |        |        | 1      |         |         |         |         |       |       |        |        |         |         |
| 2000                                              | 9     |       | 7     | 1     |      |      |       |       |        |        | 5      | 1      | 4      | 1      |       |       | 1     |       | 3      |        |        |        |        |        |        | 1      |         |         |         |         |       |       |        |        |         |         |
| 2001                                              | 13    | 1     | 17    |       |      |      |       |       |        |        | 4      | 1      | 3      | 1      |       |       |       | 2     | 1      |        |        |        |        |        |        |        |         | 1       |         |         |       |       |        |        |         |         |
| 2002                                              | 6     | 1     | 15    | 1     |      |      |       |       |        |        | 4      |        | 2      |        |       |       | 2     |       | 2      |        |        |        |        | 1      |        |        |         | 1       |         |         |       |       |        |        |         |         |
| 2003                                              | 8     | 1     | 15    |       |      |      |       |       |        |        | 4      | 1      | 1      |        |       |       |       | 1     |        | 1      |        |        |        | 1      |        |        |         | 1       |         |         |       |       |        |        |         |         |
| 2004                                              | 9     |       | 8     | 1     |      |      |       |       |        |        | 3      |        | 2      |        |       |       |       | 1     | 2      | 1      |        |        |        |        |        | 2      |         |         |         |         |       |       |        |        |         |         |
| 2005                                              | 10    |       | 13    |       |      |      |       |       |        |        |        | 2      | 3      | 1      |       |       |       |       | 1      |        |        |        |        |        |        |        |         | 1       |         |         |       |       |        | 1      |         |         |
| 2006                                              | 9     | 1     | 12    | 1     |      |      |       |       |        |        | 2      |        | 3      |        |       |       | 3     |       | 3      |        |        |        |        |        |        | 1      |         | 1       |         |         |       |       |        |        |         |         |
| 2007                                              | 10    | 1     | 16    | 1     |      |      |       |       |        |        | 7      |        | 3      |        |       |       |       |       | 1      | 1      |        |        |        |        |        |        |         |         |         |         |       |       |        |        |         |         |
| 2008                                              | 8     | 1     | 11    | 2     |      |      |       |       |        |        | 1      |        | 2      | 1      |       |       |       |       | 2      |        |        |        |        | 2      |        | 1      |         |         |         |         |       |       |        |        |         |         |
| 2009                                              | 12    |       | 14    | 2     |      |      |       |       |        |        | 4      |        |        | 3      |       |       |       |       | 1      | 1      | 1      |        |        |        |        |        |         |         |         |         |       |       |        |        |         |         |
| 2010                                              | 11    |       | 20    |       |      |      |       |       |        |        | 1      | 1      | 5      | 1      |       |       | 2     |       | 3      |        | 1      |        |        |        | 1      |        |         |         |         |         |       |       |        |        |         |         |
| 2011                                              | 11    |       | 20    | 1     |      |      |       |       |        |        | 6      |        | 4      | 1      |       |       | 1     | 1     | 2      |        | 1      |        |        | 1      | 2      |        |         | 1       |         |         |       |       |        | 1      |         |         |
| 2012                                              | 15    |       | 18    |       |      |      |       |       |        |        | 4      |        | 3      |        | 1     |       |       |       | 1      | 1      | 2      | 1      | 2      |        | 2      |        |         |         |         |         |       |       |        | 1      |         |         |
| 2013                                              | 14    |       | 17    |       | 4    |      |       |       |        |        | 4      |        | 5      |        |       |       | 1     |       | 1      |        | 3      |        | 2      |        |        |        | 2       |         |         |         |       |       |        |        |         |         |
| 2014                                              | 14    | 1     | 17    |       | 5    | 1    |       |       |        |        | 2      |        | 5      | 1      |       |       | 1     |       | 3      |        | 4      |        |        | 1      |        | 1      |         | 3       |         |         |       |       |        |        |         |         |
| 2015                                              | 12    |       | 21    |       |      |      |       |       |        |        | 10     |        | 10     |        |       |       |       |       |        |        | 6      |        |        |        | 1      | 2      | 1       | 2       |         |         |       |       |        |        |         |         |
| 2016                                              | 17    |       | 20    |       |      |      |       |       | 2      |        | 10     |        | 8      | 1      |       |       |       |       |        |        | 7      |        | 1      |        |        | 2      | 6       |         | 1       | 1       |       |       |        |        |         |         |
| 2017                                              | 13    | 1     | 13    |       |      |      |       |       | 1      |        | 13     |        | 3      |        |       |       |       |       | 2      | 1      | 7      |        |        | 1      | 3      | 1      | 3       | 2       |         |         |       |       |        |        |         |         |
| 2018                                              | 12    |       | 18    | 1     |      |      |       |       |        |        | 12     |        | 1      | 1      |       |       | 1     |       |        |        |        |        |        |        |        | 2      | 4       |         |         |         |       |       |        |        |         |         |
| 2019                                              | 11    | 2     | 13    | 1     |      |      | 1     |       |        |        | 9      |        | 3      |        |       |       |       |       |        |        | 1      |        | 1      |        |        |        | 1       | 3       |         |         |       |       |        |        |         |         |
| 2022                                              | 11    |       | 15    |       |      |      |       |       |        |        | 3      | 2      | 4      |        |       |       | 3     |       |        |        |        |        |        | 1      |        |        | 1       | 2       |         |         |       |       |        |        |         | 1       |
| 2023                                              | 16    |       | 19    |       | 4    |      |       |       |        |        | 3      | 1      | 4      |        | 1     |       | 1     |       |        | 2      |        |        |        |        |        |        | 2       | 1       |         |         |       | 1     |        |        |         |         |
| 2024                                              | 10    |       | 18    |       | 6    |      |       |       |        |        | 6      | 1      | 9      |        |       |       | 3     | 1     | 5      | 1      |        |        |        |        |        |        | 3       | 1       | 1       | 1       |       | 1     |        |        |         |         |
| Castell                                           | 4de9f | 4de9f | 3de9f | 3de9f | 9de8 | 9de8 | 10de8 | 10de8 | 3de8ps | 3de8ps | tde9fm | tde9fm | Pde8fm | Pde8fm | 7de9f | 7de9f | 5de9f | 5de9f | 4de9fa | 4de9fa | 3de9fa | 3de9fa | 4de9sf | 4de9sf | tde8sf | tde8sf | 3de10fm | 3de10fm | 4de10fm | 4de10fm | 9d9f  | 9d9f  | tde9sm | tde9sm | Pde9fmp | Pde9fmp |
| Total                                             | D     | C     | D     | C     | D    | C    | D     | C     | D      | C      | D      | C      | D      | C      | D     | C     | D     | C     | D      | C      | D      | C      | D      | C      | D      | C      | D       | C       | D       | C       | D     | C     | D      | C      | D       | C       |
| Total                                             | 296   | 19    | 384   | 22    | 19   | 1    | 1     | 0     | 3      | 0      | 130    | 11     | 93     | 20     | 2     | 0     | 20    | 8     | 38     | 10     | 33     | 1      | 6      | 8      | 9      | 14     | 23      | 21      | 2       | 2       | –     | 2     | –      | 3      | –       | 1       |
| Font: Base de Dades dels Castellers de Vilafranca |       |       |       |       |      |      |       |       |        |        |        |        |        |        |       |       |       |       |        |        |        |        |        |        |        |        |         |         |         |         |       |       |        |        |         |         |

## Participació en els concursos de castells
Des de la fundació de la colla el 1948, els Castellers de Vilafranca han participat a 31 concursos de castells, 23 dels quals han estat el concurs de castells de Tarragona. La primera vegada en què hi prengueren part va ser en el concurs tarragoní de 1954 i, malgrat no actuar en els dos concursos següents (1956 i 1962), des del 1964 han participat de manera ininterrompuda en tots els que s'han fet.
Dels 31 concursos en què han pres part, en 25 ocasions s'han classificat entre les tres primeres posicions (19 en el concurs de Tarragona) i d'aquestes, 7 vegades han quedat en el tercer lloc, 8 més en el segon i 11 cops han acabat en la primera posició, les 8 darreres de manera consecutiva. Fins a l'actualitat, són la colla que més vegades s'ha proclamat campiona d'un concurs de castells. Els cinc millors castells assolits per la colla en un concurs, de major a menor dificultat segons la taula de puntuacions del 2014, són: el 4 de 10 amb folre i manilles, el 3 de 10 amb folre i manilles, el 2 de 8 sense folre, el 4 de 9 sense folre i el 3 de 9 amb folre i l'agulla.
Les següents taules mostren el resultat dels castells provats per la colla en les diverses ocasions en què han participat en els concursos de castells, tant el de Tarragona com en d'altres. També hi figura la puntuació (segons la taula de puntuacions de cada concurs) i la posició final respecte al nombre de colles participants. En negreta, hi figuren els tres castells que van sumar en la puntuació final. Els asteriscs denoten penalitzacions en la puntuació del castell.

### Concurs de castells de Tarragona
| Resultat              |
| --------------------- |
| Descarregat (D)       |
| Carregat (C)          |
| Intent (I)            |
| Intent desmuntat (ID) |

| Núm. | Concurs | Data                   | Castells  | Castells   | Castells    | Castells   | Castells   | Punts      | Pos. | Ref.   |
| Núm. | Concurs | Data                   | 1a r.     | 2a r.      | 3a r.       | 4a r.      | 5a r.      | Punts      | Pos. | Ref.   |
| ---- | ------- | ---------------------- | --------- | ---------- | ----------- | ---------- | ---------- | ---------- | ---- | ------ |
| 1    | IV      | 22 d'agost de 1954     | 3de7      | 4de7a(c)   | tde6        | tde7(i)    | —          | 1.250      | 4/5  | [ 37 ] |
| 2    | VI      | 27 de setembre de 1970 | 4de8(i)   | 4de8       | tde7        | 5de7       | —          | 2.216      | 3/6  | [ 38 ] |
| 3    | VII     | 1 d'octubre de 1972    | Pde6(c)   | 4de8       | tde7        | 3de8(c)    | —          | 3.010      | 1/8  | [ 39 ] |
| 4    | VIII    | 28 de setembre de 1980 | 4de8(c)   | tde7       | 3de7ps(i)   | 5de7       | 3de7ps     | 2.640      | 3/16 | [ 40 ] |
| 5    | IX      | 3 d'octubre de 1982    | 3de7ps    | 4de8(c)    | tde8f(c)    | Pde6(i)    | Pde5       | 3.235      | 2/20 | [ 41 ] |
| 6    | X       | 30 de setembre de 1984 | 3de8      | 4de8       | tde8f       | Pde6(i)    | —          | 3.800      | 2/17 | [ 42 ] |
| 7    | XI      | 28 de setembre de 1986 | tde8f(i)  | tde8f(c)   | 3de8        | 4de9f(i)   | 4de8       | 3.710      | 3/14 | [ 43 ] |
| 8    | XII     | 2 d'octubre de 1988    | 3de9f(c)  | 4de9f(id)  | 4de9f(i)    | tde8f      | 4de8       | 4.950      | 2/18 | [ 44 ] |
| 9    | XIII    | 4 d'octubre de 1990    | 3de9f(i)  | 3de8       | tde8f       | 4de8       | 3de9f(i)   | 3.790      | 3/12 | [ 45 ] |
| 10   | XIV     | 4 d'octubre de 1992    | 4de9f(i)  | tde8f(c)   | 4de8        | 5de7       | 3de9f(i)   | 3.145      | 4/20 | [ 46 ] |
| 11   | XV      | 2 d'octubre de 1994    | 4de9f     | 3de9f(i)   | tde8f       | 3de8       | —          | 14.140     | 4/23 | [ 47 ] |
| 12   | XVI     | 6 d'octubre de 1996    | Pde8fm(i) | 3de9f      | 4de8a(c)    | 4de9f      | tde9fm     | 20.257     | 1/18 | [ 48 ] |
| 13   | XVII    | 4 d'octubre de 1998    | tde9fm    | 4de9fa(i)  | 4de9fa*     | Pde8fm(c)  | 5de9f(c)   | 26.410     | 1/18 | [ 49 ] |
| 14   | XVIII   | 8 d'octubre de 2000    | 4de9fa*   | 3de10fm(i) | 3de10fm(i)  | tde8sf(c)  | 4de9sf(i)  | 19.617     | 3/18 | [ 50 ] |
| 15   | XIX     | 6 d'octubre de 2002    | 4de9fa    | 5de9f*     | 3de10fm(c)* | 4de9sf(i)  | —          | 32.186     | 1/18 | [ 51 ] |
| 16   | XX      | 3 d'octubre de 2004    | 4de9fa    | Pde8fm     | tde8sf(c)   | 3de10fm(i) | —          | 29.490     | 1/18 | [ 52 ] |
| 17   | XXI     | 1 d'octubre de 2006    | 4de9fa    | 5de9f      | 3de10fm(i)  | tde8sf(c)  | —          | 5.754      | 1/18 | [ 53 ] |
| 18   | XXII    | 5 d'octubre de 2008    | 4de9fa*   | Pde8fm     | tde8sf(c)*  | 4de9sf(c)* | —          | 5.997 (-4) | 1/18 | [ 54 ] |
| 19   | XXIII   | 3 d'octubre de 2010    | 4de9fa    | Pde8fm(c)  | 5de9f       | tde8sf(i)  | —          | 4.795 (2)  | 1/14 | [ 55 ] |
| 20   | XXIV    | 7 d'octubre de 2012    | 4de9fa(c) | 3de9fa(c)  | tde8sf      | 4de9sf*    | —          | 15.197     | 1/32 | [ 56 ] |
| 21   | XXV     | 5 d'octubre de 2014    | 4de9fa    | 3de9fa     | tde8sf(c)   | 3de10fm(c) | —          | 6.025      | 1/41 | [ 57 ] |
| 22   | XXVI    | 2 d'octubre de 2016    | 3de10fm   | tde8sf(c)  | 4de10fm     | tde8sf(c)  | —          | 7.080      | 1/45 | [ 58 ] |
| 23   | XXVII   | 7 d'octubre de 2018    | 3de10fm   | tde8sf(c)  | 4de10fm(i)  | tde9fm     | —          | 8.070      | 2/42 | [ 59 ] |
| 24   | XXVIII  | 2 d'octubre de 2022    | 3de10fm   | 4de10fm(i) | 5de9f       | 4de9sf(c)  | —          | 8.485      | 1/41 | [ 60 ] |
| 25   | XXIX    | 6 d'octubre de 2024    | 3de10fm   | 9de9f(id)  | 4de9fa(c)   | 9de9f(c)** | 4de10fm(c) | 9465       | 1/42 |        |

### Altres concursos de castells
A banda del certamen tarragoní, els Castellers de Vilafranca també han participat en 8 concursos de castells més: les 3 edicions del Gran Trofeu Jorba-Preciados, els 4 trofeus Anxaneta de Plata i el concurs de castells de Mobles Quer.
| Núm. | Concurs                            | Data                   | Castells | Castells | Castells  | Castells | Castells           | Punts | Pos. | Ref.   |
| Núm. | Concurs                            | Data                   | 1a r.    | 2a r.    | 3a r.     | 4a r.    | 5a r.              | Punts | Pos. | Ref.   |
| ---- | ---------------------------------- | ---------------------- | -------- | -------- | --------- | -------- | ------------------ | ----- | ---- | ------ |
| 1    | I Gran Trofeu Jorba-Preciados      | 27 de setembre de 1964 | 3de7     | 4de7     | 4de7a(c)  | 2de7(i)  | —                  | 570   | 4/7  | [ 61 ] |
| 2    | II Gran Trofeu Jorba-Preciados     | 26 de setembre de 1965 | 3de7     | 5de7(i)  | 5de7      | 4de7a    | —                  | 899   | 3/6  | [ 62 ] |
| 3    | III Gran Trofeu Jorba-Preciados    | 25 de setembre de 1966 | 5de7     | 4de7a(c) | 3de7ps(i) | 3de7     | —                  | 869   | 4/6  | [ 63 ] |
| 4    | I Trofeu Anxaneta de Plata         | 30 d'agost de 1968     | 3de7     | 4de8(i)  | 4de7      | 2de7(i)  | —                  | 300   | 3/3  | [ 64 ] |
| 5    | II Trofeu Anxaneta de Plata        | 30 d'agost de 1969     | 2de7(c)  | 5de7     | 3de7      | 4de8(i)  | —                  | 1.140 | 2/3  | [ 65 ] |
| 6    | III Trofeu Anxaneta de Plata       | 30 d'agost de 1970     | 4de8(c)  | 2de7     | 3de7      | Pde5     | —                  | 41    | 2/4  | [ 66 ] |
| 7    | IV Trofeu Anxaneta de Plata        | 30 d'agost de 1971     | 4de8     | 2de7     | 5de7      | 3de8(i)  | —                  | 2.000 | 2/5  | [ 67 ] |
| 8    | Concurs de castells de Mobles Quer | 21 d'octubre de 1973   | 4de8     | 2de8f(c) | Pde6(i)   | 3de8(i)  | Pde7f(i) 3de7ps(i) | 2.195 | 2/9  | [ 68 ] |

### Estadística
Per concurs
La següent taula mostra els castells intentats a cada concurs amb relació a la dificultat que tenen, ordenats de major a menor dificultat. En negreta, hi figuren els tres castells que van sumar en la puntuació final.
| Concurs | 9de9f | 4de10fm | 3de10fm | 2de8sf | 4de9sf | 3de9fa | 4de9fa | 5de9f | Pde8fm | 2de9fm | 3de9f | 4de9f | 4de8a | Pde7f | 2de8f | 3de8 | Pde6 | 4de8 | 2de7 | 3de7ps | 5de7 | 4de7a | 3de7 | 4de7 | Pde5 | 2de6 |
| ------- | ----- | ------- | ------- | ------ | ------ | ------ | ------ | ----- | ------ | ------ | ----- | ----- | ----- | ----- | ----- | ---- | ---- | ---- | ---- | ------ | ---- | ----- | ---- | ---- | ---- | ---- |
| 1954    |       |         |         |        |        |        |        |       |        |        |       |       |       |       |       |      |      |      | i    |        |      | c     | d    |      |      | d    |
| 1964    |       |         |         |        |        |        |        |       |        |        |       |       |       |       |       |      |      |      | i    |        |      | c     | d    | d    |      |      |
| 1965    |       |         |         |        |        |        |        |       |        |        |       |       |       |       |       |      |      |      |      |        | i, d | d     | d    |      |      |      |
| 1966    |       |         |         |        |        |        |        |       |        |        |       |       |       |       |       |      |      |      |      | i      | d    | c     | d    |      |      |      |
| 1968    |       |         |         |        |        |        |        |       |        |        |       |       |       |       |       |      |      | i    | i    |        |      |       | d    | d    |      |      |
| 1969    |       |         |         |        |        |        |        |       |        |        |       |       |       |       |       |      |      | i    | c    |        | d    |       | d    |      |      |      |
| 1970    |       |         |         |        |        |        |        |       |        |        |       |       |       |       |       |      |      | c    | d    |        |      |       | d    |      | d    |      |
| 1970    |       |         |         |        |        |        |        |       |        |        |       |       |       |       |       |      |      | i, d | d    |        | d    |       |      |      |      |      |
| 1971    |       |         |         |        |        |        |        |       |        |        |       |       |       |       |       | i    |      | d    | d    |        | d    |       |      |      |      |      |
| 1972    |       |         |         |        |        |        |        |       |        |        |       |       |       |       |       | c    | c    | d    | d    |        |      |       |      |      |      |      |
| 1973    |       |         |         |        |        |        |        |       |        |        |       |       |       | i     | c     | i    | i, i | d    |      | i      |      |       |      |      |      |      |
| 1980    |       |         |         |        |        |        |        |       |        |        |       |       |       |       |       |      |      | c    | d    | i, d   | d    |       |      |      |      |      |
| 1982    |       |         |         |        |        |        |        |       |        |        |       |       |       |       | c     |      | i    | c    |      | d      |      |       |      |      | d    |      |
| 1984    |       |         |         |        |        |        |        |       |        |        |       |       |       |       | d     | d    | i    | d    |      |        |      |       |      |      |      |      |
| 1986    |       |         |         |        |        |        |        |       |        |        |       | i     |       |       | i, c  | d    |      | d    |      |        |      |       |      |      |      |      |
| 1988    |       |         |         |        |        |        |        |       |        |        | c     | id, i |       |       | d     |      |      | d    |      |        |      |       |      |      |      |      |
| 1990    |       |         |         |        |        |        |        |       |        |        | i, i  |       |       |       | d     | d    |      | d    |      |        |      |       |      |      |      |      |
| 1992    |       |         |         |        |        |        |        |       |        |        | i     | i     |       |       | c     |      |      | d    |      |        | d    |       |      |      |      |      |
| 1994    |       |         |         |        |        |        |        |       |        |        | i     | d     |       |       | d     | d    |      |      |      |        |      |       |      |      |      |      |
| 1996    |       |         |         |        |        |        |        |       | i      | d      | d     | d     | c     |       |       |      |      |      |      |        |      |       |      |      |      |      |
| 1998    |       |         |         |        |        |        | i, d   | c     | c      | d      |       |       |       |       |       |      |      |      |      |        |      |       |      |      |      |      |
| 2000    |       |         | i, i    | c      | i      |        | d      |       |        |        |       |       |       |       |       |      |      |      |      |        |      |       |      |      |      |      |
| 2002    |       |         | c       |        | i      |        | d      | d     |        |        |       |       |       |       |       |      |      |      |      |        |      |       |      |      |      |      |
| 2004    |       |         | i       | c      |        |        | d      |       | d      |        |       |       |       |       |       |      |      |      |      |        |      |       |      |      |      |      |
| 2006    |       |         | i       | c      |        |        | d      | d     |        |        |       |       |       |       |       |      |      |      |      |        |      |       |      |      |      |      |
| 2008    |       |         |         | c      | c      |        | d      |       | d      |        |       |       |       |       |       |      |      |      |      |        |      |       |      |      |      |      |
| 2010    |       |         |         | i      |        |        | d      | d     | c      |        |       |       |       |       |       |      |      |      |      |        |      |       |      |      |      |      |
| 2012    |       |         | d       | d      | c      | c      |        |       |        |        |       |       |       |       |       |      |      |      |      |        |      |       |      |      |      |      |
| 2014    |       |         | c       | c      |        | d      | d      |       |        |        |       |       |       |       |       |      |      |      |      |        |      |       |      |      |      |      |
| 2016    |       | d       | d       | c, c   |        |        |        |       |        |        |       |       |       |       |       |      |      |      |      |        |      |       |      |      |      |      |
| 2018    |       | i       | d       | c      |        |        |        |       |        | d      |       |       |       |       |       |      |      |      |      |        |      |       |      |      |      |      |
| 2022    |       | i       | d       |        | c      |        |        | d     |        |        |       |       |       |       |       |      |      |      |      |        |      |       |      |      |      |      |
| 2024    | id, c | c       | d       |        |        |        | c      |       |        |        |       |       |       |       |       |      |      |      |      |        |      |       |      |      |      |      |
| Concurs | 9de9f | 4de10fm | 3de10fm | 2de8sf | 4de9sf | 3de9fa | 4de9fa | 5de9f | Pde8fm | 2de9fm | 3de9f | 4de9f | 4de8a | Pde7f | 2de8f | 3de8 | Pde6 | 4de8 | 2de7 | 3de7ps | 5de7 | 4de7a | 3de7 | 4de7 | Pde5 | 2de6 |

## Organització
La colla està organitzada bàsicament amb una junta tècnica i una junta directiva, els representants de les quals són el cap de colla i el president respectivament. La junta tècnica actual té com a cap de colla Toni Bach, al qual acompanyen un sots cap de colla i diversos equips de treball: l'equip de la tècnica, l'equip de peus, folres, manilles i puntals, l'equip de canalla i l'equip mèdic i esportiu. La junta directiva actual té com a president Joan Badell, hi ha secretari amb un equip de secretaria, un cap de comunicació i cinc vicepresidències amb l'equip de treball corresponent: àrea social, àrea econòmica, àrea institucional, àrea d'infraestructures i àrea de màrqueting i mèdia. A banda de les juntes tècnica i directiva, la colla també té un consell assessor de relacions institucionals, una assessoria jurídica i un consell de savis. Al llarg de la història de la colla, els diferents caps de colla i presidents han sigut els següents:

### Caps de colla
La colla ha tingut catorze caps de colla diferents, dos dels quals ho han sigut durant dues etapes diferents.
- Oriol Rossell i Almirall 'Mascle de Sant Marçal' (1948 – 1952)
- Ramon Sala i Miralles (1953 – 1956)
- Josep Pedrol i Boix 'Pedrola' (1957 – 1960)
- Carles Domènech i Soler 'Mènech' (1961 – 1962)
- Joan Bolet i Mateu 'Garsa' (1963)
- Gabriel Martínez i Escofet 'Gabi' (1964 – 1969)
- Lluís Giménez i Noguera (1970 – 1973)
- Gabriel Martínez i Escofet 'Gabi' (1974)
- Carles Domènech i Soler 'Mènech' (1975 – 1994)
- Francesc Moreno i Luque 'Melilla' (1995 – 2003)
- Lluís Esclassans i Castellet (2004 – 2007)
- David Miret i Rovira (2008 – 2011)
- Pere Almirall i Piqué 'Pere de Sant Quintí' (2012 – 2016)[72][73]
- Toni Bach i Lleal 'Toni de Lloret' (2016 – 2020)
- Francesc Benet i Villalpando 'Sisco de Reus' (2020 - 2024)
- Àngel Grau i Adell (2024 - actualitat)

### Presidents
La figura del president va ser creada el 1973, vint-i-cinc anys després de la fundació de la colla. Des de llavors hi ha hagut vuit presidents, un dels quals ho ha sigut durant dues etapes diferents.
- Josep Just i Quer (novembre del 1973 – març del 1993)
- Josep Mestres i Mercadé (març del 1993 – març del 1997)
- Pere Regull i Riba (març del 1997 – març del 2002)
- Josep Cabré i Tugas 'Jou' (març del 2002 – desembre del 2007)[73]
- Miquel Ferret i Miralles (desembre del 2007 – febrer del 2012)
- Josep Cabré i Tugas 'Jou' (10 de febrer del 2012 – 5 de febrer del 2016)[72][73]
- Joan Badell i Rosés (5 de febrer del 2016 - 1 de febrer del 2020)
- Carles Mata i Cusiné (9 de febrer del 2020 - 3 de febrer de 2024)
- Ernest Gallart i Pérez (des del 10 de febrer de 2024)

## Presència internacional

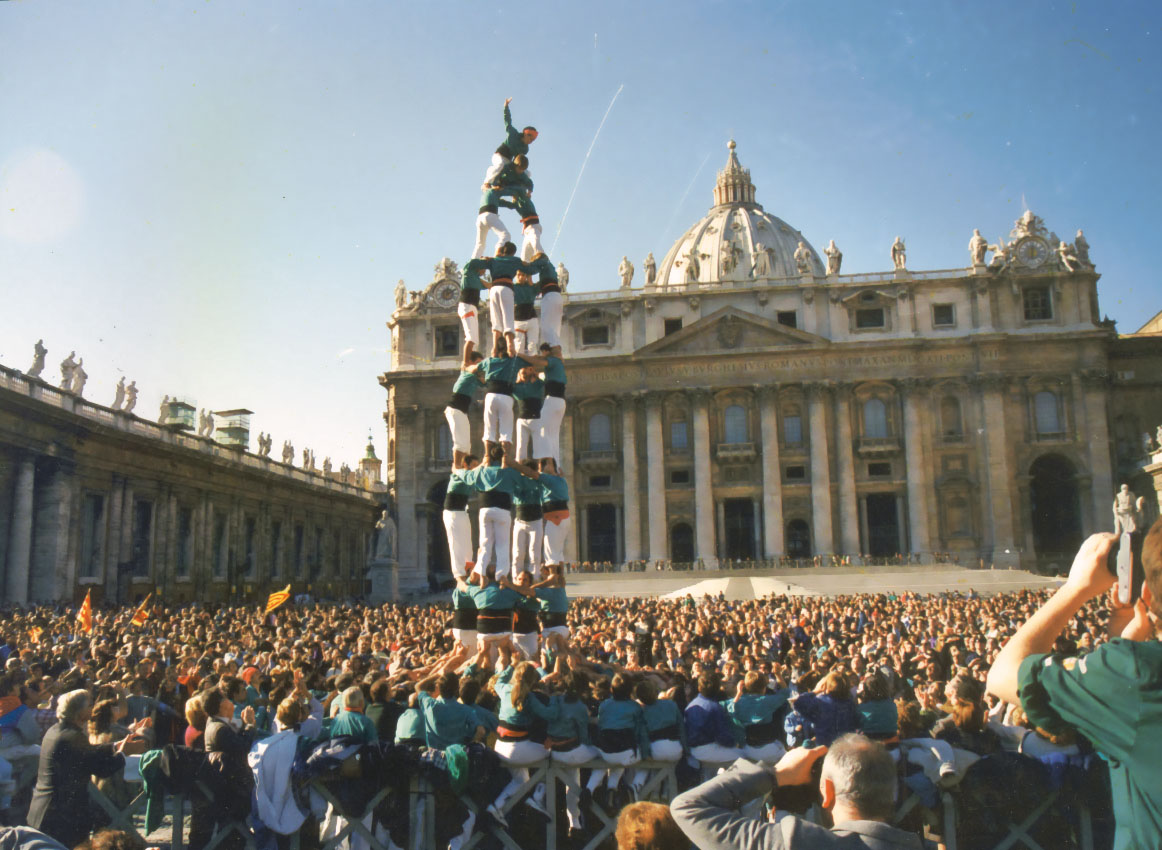
4 de 8 a la Ciutat del Vaticà

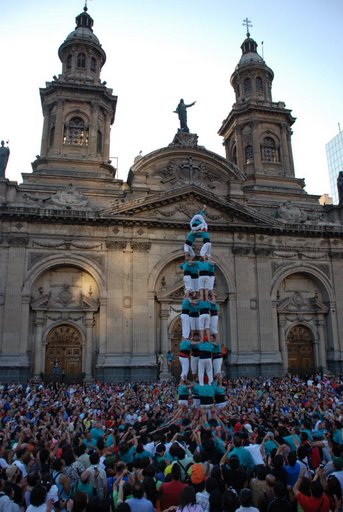
4 de 8 a Santiago de Xile

Entre els viatges internacionals, destaquen l'actuació al festival Janmashtami convidats pel grup de govindes Jai-Jawan, que també tenen la tradició de fer torres humanes, Van ser guardonats amb tres premis, d'entre els quals el de millor agrupació. i la Campanya Catalans want to vote, a Brussel·les, organitzada per Òmnium Cultural.
Els Castellers de Vilafranca també han realitzat una tasca de difusió del fet casteller en l'àmbit dels Països Catalans.

## Cal Figarot, la seu social

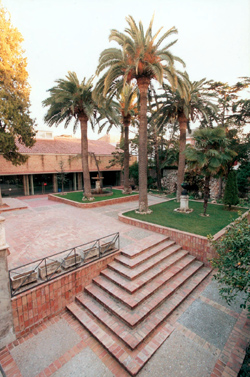
Pati de Cal Figarot, local social dels Castellers de Vilafranca

La seu social dels Castellers de Vilafranca és Cal Figarot, Casa Via Raventós, adquirida l'any 1983. Construïda l'any 1888, es tracta d'un edifici neogòtic, obra de l'arquitecte August Font i Carreres, que incorpora per primera vegada a Vilafranca elements medievalistes en una edificació particular. En aquest edifici destaquen la balconada, el vestíbul, l'escala principal, algunes sales i sobretot el magnífic jardí interior, veritable centre neuràlgic del local social. Pel que fa als usos actuals, aquest edifici permet a la colla poder disposar de diverses dependències, com són el gimnàs, la secretaria, les sales polivalents i la cafeteria-restaurant.

Nau d'assaig de Cal Figarot, un cop remodelada l'any 2016

## Premis

### Premi Casteller de Soca-rel
El Premi Casteller de Soca-rel és una distinció que entreguen els Castellers de Vilafranca anualment des de 1974 que té per objectiu "reconèixer la feina feta, el compromís i la dedicació al llarg dels anys de certs castellers pel bé de la colla". En aquesta distinció, no només es valoren els mèrits estrictament castellers, sinó també el grau d'implicació de les persones en el funcionament institucional i en la dinamització de les diverses activitats de l'entitat. Sorgí d'una iniciativa del Patronat de Castells i va ser el primer premi d'aquestes característiques en el món casteller. L'entrega del premi es fa durant el sopar de final de temporada organitzat per la colla a Cal Figarot, la seva seu social. El Premi Casteller de Soca-rel sempre ha guardonat entre 1 i 5 castellers i, fins a la darrera edició, s'han entregat un centenar de guardons:
| - 1974: Antolín Giménez Ojeda, "Antolín" - 1975: Fèlix Estadella Ribera, "Feis", i Joan Solé Martorell - 1976: Joan Sol Rovira i Joan Bolet Mateu, "Garça" - 1977: Dimas Jiménez Garcia i Isidre Giménez Ojeda, "Isidro" - 1978: Francisco Mallofré Castillo, "Cisco no ploris"; Ramon Giménez Ojeda. "Ramonet". i Oriol Rossell Almirall. "Mascle de Sant Marçal" - 1979: Isidor Rubio Giménez i Jaume Palau Amell. "Pare Palau" - 1980: Gabriel Martínez Escofet. "Gabi". i Josep Miret Pujol. "Cicuta" - 1981: Alejo Fleitas Moreno i Josep Ricarte Grau - 1982: Francesc Miró Martín i Cosme Milà Atset. "Parent" - 1983: Francesc Martínez Novella i Josep Solé Freixas - 1984: Josep Galofré Mestre i Jaume Raventós Guilera. "Jaume del Ràpit" - 1985: Jordi Pallarès Mestres - 1986: Joan Torné Cols, "Guapu", i Ricard Aranda Arguimbau, "Rissus" - 1987: Guillermo Brugal Gallego i Jaume Clavé Fernández - 1988: Lluís Giménez Noguera i Josep Just Quer - 1989: Ramon Ventura Arnabat i Santiago Díaz Giralt, "Serenet" - 1990: Carles Domènech Soler, "Mènec"; Francisco Moreno Luque, "Melilla", i Pedro García Grijota - 1991: Pere Josep Julià Torrents, "Xaconet", i Joan Pérez Castejón - 1992: Jose Maria Mateu Ollé i Jordi Mir Farré, "Papa" - 1993: Josep Carbó Salvà, "Màgnum", i Jaume Rafecas Ruíz - 1994: Jaume Boquera Sánchez, "Capità", i Jordi Ferré Carbonell, "Campaner" - 1995: Joan Montserrat Brun, "Buana", i Joan Fradera Bosch - 1996: Àngel Grau Ribas i Ildefons Soler Soler, "Alfonso" - 1997: Josep Requena Figueras i Fèlix Balañà Montaner, "Balantains" - 1998: Eloi Miralles Figueres, "Rabassó"; Pere Giménez Gutiérrez, "Pedrito"; Josep Mestres Mercadé i Xavier Bages Gallego, "Xavi de Guardiola" - 1999: Joan Vallès Petit i Josep Masó Llop - 2000: Lluís Raventós Vilapua, "Lluís de Vilobí"; Fèlix Morgades Gallart i Josep Mateu Carbó, "Mateu Gros" - 2001: Lluís Galofré Mestre, Joan Soler Parera, "Solé cordó"; Lluís Molas Mata i Vicenç Yuste de Frutos "Vasco" | - 2002: Eugènia Balcells Ventura, Jordi Mir Solé, "Nen", i David Miret Rovira, "Zubi" - 2003: Salvador Montaner Urpí, "Salvi"; Gabriel Senabre Via, "Biel", i Pere Joan Torné Cols, "Guapu Petit" - 2004: Alejandro Sánchez-Granados Prieto, Jose Miguel Martínez Camús, "Pepe Martínez", i Antonio José Pérez Aguilera - 2005: Jaume Martí Olivella, "Durich"; Jordi Bustos Ferrer i Juliàn Bedmar Franco, "Perdiu" - 2006: Salvador Casas Moreno, "Xumàquer"; Clara Vallvé Valeri i Carlos Mata París - 2007: Gregorio Cascales Abadia, Josep Cabré Tugas, "Jou"; Jacob Prat Farran i Jordi Carbonell Carreras - 2008: Rosendo Jané Miracle i Ricard Pallarès Mestres - 2009: Lluís Esclassans Castellet i Concepción Martínez Torronteras - 2010: Pere Almirall Piqué, "Pere de Sant Quintí", i Pere Regull Riba - 2011: Montserrat Grau i Colomé i Manel Huguet i Mestres, "Gatsby" - 2012: Toni Bach i Lleal, "Toni de Lloret", i Miquel Ferret i Miralles - 2013: Òscar Serramià i Ricart, "Duenyes", i Joan Badell i Rosés - 2014: Joan Crusat i Cubells, "Bubu"; Frederic Benages i Andrés, "Catxomulo", i Joan de Déu Reyes i Aybar - 2015: Jordi Viadiu i Sanz, "Toti"; Sílvia Sabaté i Albornà, Ramon Perelló i Rodríguez, Juan Rodríguez i Romillo, "Juanín", i Eva Acedo i Bueno - 2016: Toni Rossell i Trens i Ton Feliu i Tarragó - 2017: Jordi Estrany i Sánchez i Ton Grau i Adell - 2018: Fèlix Miret i Rovira, Manel Ortiz i Gil i Sergi Via i Trotonda - 2019: Manel Balsells i Ortuño i Josep Esteve i Martí - 2020: Jordi Oller i Recasens i Jaume Grau i Adell - 2021: Carles Roca i Sabaté, Montserrat Muñoz i Romagosa i Miquel Campesino i Requena - 2022: Pere Figueras i Romagosa, Aleix Masana i Escamilla i Àngel Grau i Adell - 2023: Rafel Sugrañes i Salvadó, "Rafi", i Pere Nin i Tort - 2024: Susana Balsells i Ortuño i Josep Anton Bernaus i Rovira, "Dupont". |

### Premi Fidelitat Castellera
El Premi Fidelitat Castellera és una distinció que els Castellers de Vilafranca entreguen a aquelles persones, empreses o entitats pel seu suport a la colla.
- 2012: Creu Roja de l'Alt Penedès[82][83]
- 2013: Construccions Munné[84][85]
- 2014: Pep Ribes[86]
- 2015: Societat Cultural i Recreativa de la Bisbal del Penedès
- 2016: Societat Coral El Penedès, 'El Coro'
- 2017: Autocars del Penedès
- 2018: Esports Prieto
- 2019: La Fura
- 2020: Denominació d'Origen Penedès
- 2021: Serveis Mèdics Penedès
- 2022: La Xarxa de Comunicació Local
- 2023: Punt TV
- 2024: Gràfiques Kerpe